# FedSat
FedSat (Federation Satellite) é um satélite artificial australiano lançado em 14 de dezembro de 2002 por um foguete H-IIA desde o Centro Espacial de Tanegashima.

## Características
O FedSat é um microssatélite de 58 kg de massa que tem como objetivo desenvolver a experiência da Austrália no campo dos microssatélites e fornecer uma plataforma de pesquisa em ciência espacial, comunicações e GPS.
O FedSat foi desenvolvido pelo Centro de Pesquisa Corporativa de Sistemas de Satélites (Cooperative Research Centre for Satellite Systems em inglês).

## Instrumentos
FedSat levava a bordo os seguintes instrumentos:
- Receptor GPS.
- NewMag (magnetômetro).
- Computação de alto desempenho.
- Transponder de banda Ka.
- Processador de banda base.
- CD-ROM: o satélite leva a bordo um CD-ROM montado em um lado com mensagens de áudio de vários australianos.